# Municipio de Welch (Misuri)
El municipio de Welch (en inglés: Welch Township) es un municipio ubicado en el condado de Cape Girardeau en el estado estadounidense de Misuri. En el año 2010 tenía una población de 1231 habitantes y una densidad poblacional de 7,98 personas por km².

## Geografía
El municipio de Welch se encuentra ubicado en las coordenadas 37°11′35″N 89°46′1″O / 37.19306, -89.76694. Según la Oficina del Censo de los Estados Unidos, el municipio tiene una superficie total de 154.17 km², de la cual 153,95 km² corresponden a tierra firme y (0,15 %) 0,23 km² es agua.

## Demografía
Según el censo de 2010, había 1231 personas residiendo en el municipio de Welch. La densidad de población era de 7,98 hab./km². De los 1231 habitantes, el municipio de Welch estaba compuesto por el 97,89 % blancos, el 0,08 % eran amerindios y el 2,03 % eran de una mezcla de razas. Del total de la población el 0,41 % eran hispanos o latinos de cualquier raza.